# 安藤満 (編集者)
安藤 満（あんどう みつる、1931年12月4日 - 2023年1月9日）は、日本の編集者、経営者。文藝春秋社長を務めた。

## 来歴・人物
神奈川県出身。1955年に慶應義塾大学文学部西洋史学科を卒業し、同年に文藝春秋に入社。「諸君!」・「オール読物」・「文藝春秋」各編集長を経て、1984年に取締役に就任し、常務、専務を経て、1995年2月から1999年6月まで社長を務めた。
2023年1月9日、心不全のため死去。91歳没。